# 대전신일중학교
대전신일중학교(大田新一中學校)는 대한민국 대전광역시 중구 부사동에 있는 사립 중학교이다

## 학교 연혁
- 1974년 6월 1일 : 학교법인 신일학원 설립 인가(설립자 백운영) 초대 백두현 이사장 취임
- 1975년 3월 5일 : 개교 및 제1회 입학식
- 1976년 2월 3일 : 학칙 변경 18학급 인가
- 1978년 1월 11일 : 제1회 졸업식
- 1987년 9월 26일 : 체육관 완공
- 2015년 3월 1일 : 대전신일여자중학교 교명 변경
- 2010년 5월 28일 : 예술(미술)중점학교 선정
- 2021년 12월 8일 : 제4대 백창석 이사장 취임
- 2022년 3월 2일 : 제11대 유종준 교장 취임
- 2023년 3월 1일 : 남녀공학 전환 및 대전신일중학교로 교명 변경
- 2024년 2월 2일 : 제47회 졸업식(연 13,032명)
- 2024년 3월 4일 : 제50회 입학식(109명)

## 참고 자료
- 대전신일중학교 - 한국교육학술정보원 학교알리미